# Marino Sanudo der Ältere
Marino Sanudo der Ältere (auch  Marino Sanudo oder Sanuto von Torcello; * um 1260; † 1338) war ein venezianischer Staatsmann und Geograph.
Sanudo ist vor allem bekannt für seine lebenslangen Bemühungen, die Kreuzzüge zur Befreiung der Heiligen Stätten in Palästina von der muslimischen Herrschaft zu propagieren. Zu diesem Zweck schrieb er sein Buch Liber Secretorum Fidelium Crucis als Handreichung für die Kreuzfahrer.

## Leben
Sanudo stammte aus einer alten „tribunizischen“ bzw. „apostolischen“ Familie Venedigs. Einer seiner Verwandten war Marco Sanudo, ein Neffe des Dogen Andrea Dandolo, Teilnehmer am 4. Kreuzzug, Eroberer von Paros und Naxos, und selbsternannter Duca des Herzogtums Archipelagos, das er dort gegründet hatte.
Marin Sanudo selbst war ein weitgereister Mann. Laut seinen eigenen Angaben kannte er die Länder des Balkan, den Peloponnes, die Inseln Rhodos und Zypern, er bereiste Syrien, Kilikien, die ägyptische Küste, Frankreich, Flandern, Norddeutschland und Dänemark und kannte die Städte Alexandria, Konstantinopel, Avignon, Brügge und Sluis, Hamburg, Lübeck, Wismar, Rostock, Stralsund, Greifswald und Stettin.
Er war befreundet mit dem venezianischen Patrizier Guglielmo Bernari di Furvo, der muslimische Länder bereist hatte und bis in die Mongolei gelangt war. Er stand in Kontakt zu dem Bischof Hieronymus von Kaffa, der auf der Krim residierte.

## Liber secretorum fidelium crucis

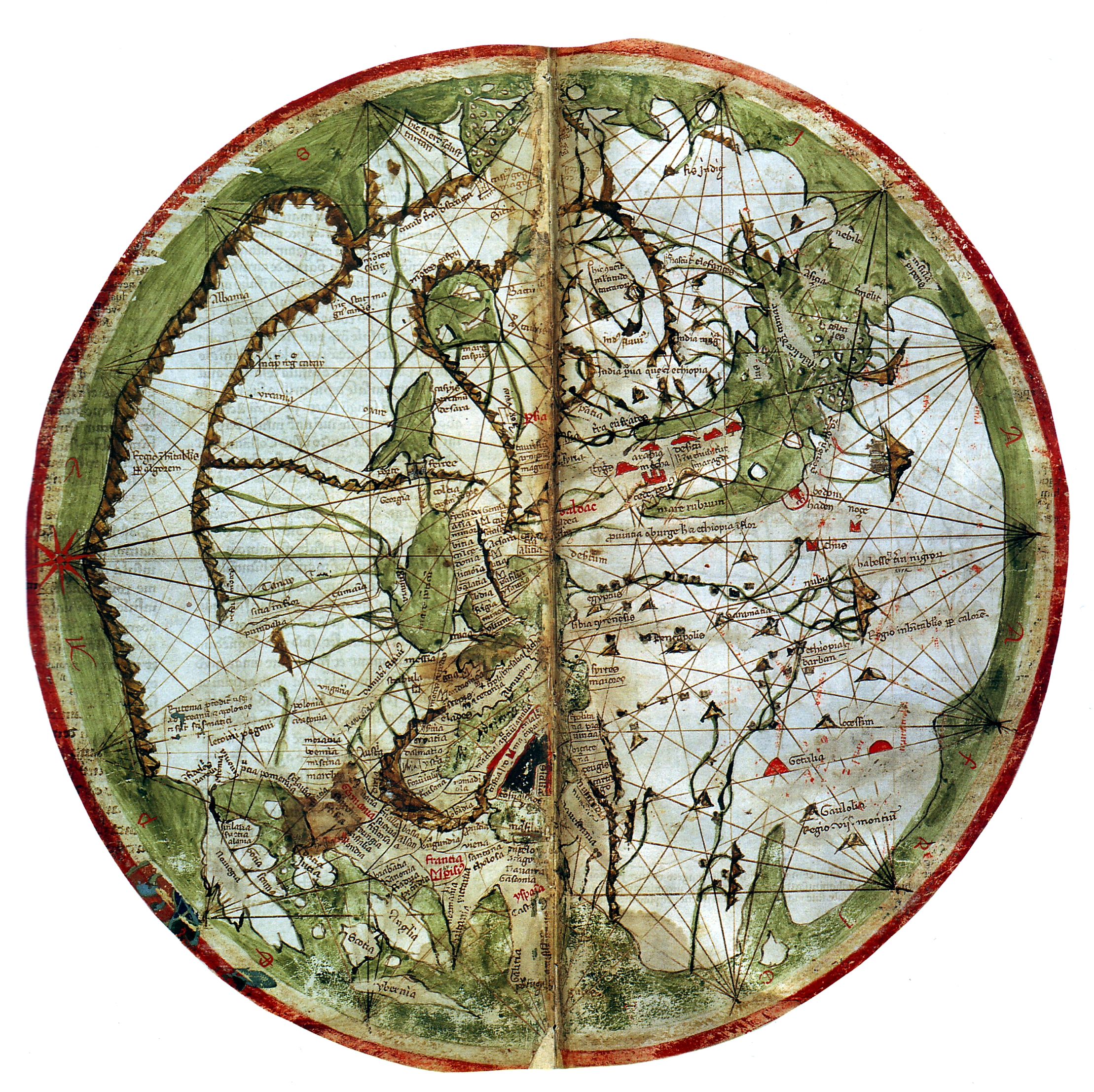
Geostete Weltkarte des Pietro Vesconte von 1321, enthalten im Liber secretorum

Die erste Fassung seines Buchs entstand zwischen 1306 und 1307, als er die Handschrift Papst Clemens V. als praktisches Handbuch für die Kreuzfahrer vorlegte. Diesen Liber secretorum ergänzte Sanudo um zwei weitere Bücher, die er zwischen 1312 und 1321 verfasst hat. Dieses Buch, das eine Weltkarte sowie Karten Palästinas, des Schwarzen Meers, des Mittelmeers, der Küste Westeuropas und u. a. Stadtpläne von Jerusalem, Akkon, Antiochien und vom Krak des Chevaliers enthielt, legte er einem weiteren Papst vor, Johannes XXII., in dem immer gleichen Ziel, eine Wiedereroberung Palästinas in Gang zu setzen. Eine zweite Handschrift ging an den französischen König, von dem Sanudo die politische Führung des Unternehmens erwartete. Wegen der vielen enthalten Portolankarten und Stadtpläne ist das Buch eine wichtige Quelle für die Geschichte der Kartographie. Die Karten des Liber secretorum stammen wohl mehrheitlich von dem in Venedig tätigen Kartografen und Herausgeber großer Portolankarten, Pietro Vesconte. Sie tauchen in der folgenden Zeit in mehreren geographischen Büchern auf und nennen dort als Urheber sowohl Sanudo als auch Vesconte. Der erste vollständige Druck des Werkes erfolgte 1611 durch Jacques Bongars (1554–1612) in Hannover innerhalb der Gesta Dei per Francos. Diese Ausgabe erschien 1972 in der University of Toronto Press als Reprint zusammen mit einem Vorwort von Joshua Prawer. Im 15. Jahrhundert übersetzte Marino Sanudo der Jüngere den lateinischen Text ins Venezianische.